# Mangueira do Amanhã
GRCESM Mangueira do Amanhã é uma escola de samba mirim da cidade do Rio de Janeiro, que participa todos os anos do desfile oficial de escolas de samba mirins, realizado na Marquês de Sapucaí.

## História
A Mangueira do Amanhã é um dos projetos sociais da GRES Estação Primeira de Mangueira. Uma de suas fundadoras é a cantora Alcione, atualmente sua presidente de honra. Na data de criação, em 1987, a cantora Maria Bethânia serviu de madrinha da escola. A agremiação conta com a participação de crianças e adolescentes entre 7 e 17 anos.
A Mangueira do amanhã já teve mais de 3.000 componentes desfilando no mesmo ano e já revelou vários talentos e artistas que hoje fazem parte da escola principal.
Em 2011, a AESM-RIO propôs que todas as suas filiadas reeditassem um tema antigo e a Mangueira do Amanhã optou por reeditar o samba-enredo da Mangueira de 1994, "Atrás da verde e rosa só não vai quem já morreu". No ano seguinte, outra reedição, desta vez, o samba da escola mãe de 1998. Nesse ano, sua rainha de bateria foi Darla Cristina Paulino, de apenas 6 anos.
Em 2016, uma de suas alas foi formada por crianças estrangeiras que estavam no Brasil refugiadas de guerras.

## Segmentos

### Presidentes
| Nome                               | Mandato      | Ref.        |
| ---------------------------------- | ------------ | ----------- |
| Alcione Dias Nazareth              | 1987 - 1993  |             |
| Jorge Simão                        | 1993 - 1995  |             |
| Alcione Dias Nazareth              | 1995 - 1996  |             |
| Maria José "Tia Jô"                | 1996 - 1997  |             |
| Alcione Dias Nazareth              | 1997 - 1998  |             |
| Terezinha Labruna                  | 1998 - 2001  |             |
| Helci da Silva Gomes               | 2001 - 2009  |             |
| Matilde Oliveira Sargedo "Tidinha" | 2009 - 2013  |             |
| Alcindo José Silva "Soca"          | 2013 - 2022  | [ 2 ] [ 9 ] |
| Evelyn Bastos                      | 2022 - atual | [ 10 ]      |

### Presidentes de honra
| Nome    | Mandato           | Ref.  |
| ------- | ----------------- | ----- |
| Alcione | 1991 - atualidade | [ 2 ] |

### Intérpretes
| Nome                                    | Período   | Ref.          |
| --------------------------------------- | --------- | ------------- |
| Raphael Farias                          | 2012      |               |
| Raphael Jesus de Farias e Dowglas Diniz | 2014      | [ 11 ]        |
| Dowglas Diniz                           | 2016-2017 | [ 12 ] [ 13 ] |

### Corte de bateria
| Ano  | Nome                                                                 | Ref. |
| ---- | -------------------------------------------------------------------- | ---- |
| 2014 | Matheus e Victória Yuri Gomes e Gheise Angelles                      |      |
| 2015 | Matheus e Victória 1º casal Yuri Gomes e Juliana Lázaro 2º casal     |      |
| 2016 | Matheus e Victória - 1º casal Yuri Gomes e Juliana Lázaro - 2º casal |      |
| 2017 | Matheus e Victória - 1º casal Yuri Gomes e Juliana Lázaro - 2º casal |      |
| 2018 | Yuri Gomes e Juliana Lázaro - 1º casal                               |      |
| 2019 | Yuri Gomes e Juliana Lázaro - 1º casal                               |      |

| Ano  | Rainha                 | Madrinha | Ref.  |
| ---- | ---------------------- | -------- | ----- |
| 2012 | Darla Cristina Paulino |          | [ 7 ] |
| 2015 |                        |          |       |

## Carnavais
| Mangueira do Amanhã | Mangueira do Amanhã | Mangueira do Amanhã                                                                                               | Mangueira do Amanhã | Mangueira do Amanhã           | Mangueira do Amanhã |
| Ano                 | Classificação       | Enredo | Compositores do samba-enredo | Carnavalesco                  | Ref.                |
| ------------------- | ------------------- | --- | --- | ----------------------------- | ------------------- |
| 1988                | Sem competição      | "Mestre Waldomiro - O melhor de sempre"                                                                           | |                               | [ 1 ]               |
| 1989                | Sem competição      | "Piuiií, a história do trem"                                                                                      | |                               | [ 1 ]               |
| 1990                | Sem competição      | "Tia Alice, um exemplo de vida"                                                                                   | |                               | [ 1 ]               |
| 1991                | Sem competição      | "Maurício de Souza"                                                                                               | |                               | [ 1 ]               |
| 1992                | Sem competição      | "Mangueira, berço do samba de ontem, de hoje e de amanhã"                                                         | |                               | [ 1 ]               |
| 1993                | Sem competição      | "Sambando e aprendendo no ABC da cartilha da Mangueira do Amanhã"                                                 | |                               | [ 1 ]               |
| 1994                | Sem competição      | "Vamos viajar pelo Brasil"                                                                                        | |                               | [ 1 ]               |
| 1995                | Sem competição      | "Os meninos da Mangueira"                                                                                         | |                               | [ 1 ]               |
| 1996                | Sem competição      | "Escolinha do Professor Raimundo"                                                                                 | |                               | [ 1 ]               |
| 1997                | Sem competição      | "De menino a Rei Pelé"                                                                                            | |                               | [ 1 ]               |
| 1998                | Sem competição      | "Nordestinamente"                                                                                                 | |                               | [ 1 ]               |
| 1999                | Sem competição      | "Obrigado, Carlos Cachaça"                                                                                        | |                               | [ 1 ]               |
| 2000                | Sem competição      | "Folia no matagal de um Brasil legal"                                                                             | |                               | [ 1 ]               |
| 2001                | Sem competição      | "Zé Espinguela"                                                                                                   | |                               | [ 1 ]               |
| 2002                | Sem competição      | "Um sonho de liberdade"                                                                                           | |                               | [ 1 ]               |
| 2003                | Sem competição      | "Se esta rua fosse minha"                                                                                         | |                               | [ 1 ]               |
| 2004                | Sem competição      | "Jardim das maravilhas"                                                                                           | Leandro Santos, Luis Paulo, Marquinho, Mico, Marco Antonio, Cabral, Felipe Santos, Rafael Freitas, Leandro Muniz, Thiago Bronzeado, Alexandre o Grande e Ângela C. Muniz |                               | [ 1 ]               |
| 2005                | Sem competição      | "Rio de Janeiro... a Janeiro" (Reedição do enredo de 1961 da Mangueira)                                           | Cícero dos Santos, Hélio Turco e Pelado |                               | [ 1 ]               |
| 2006                | Sem competição      | "O mundo encantado de Monteiro Lobato" (Reedição do enredo de 1967 da Mangueira)                                  | Batista da Mangueira, Darcy da Mangueira e Luiz da Mangueira |                               | [ 1 ]               |
| 2007                | Sem competição      | "Yes, nós temos Braguinha" (Reedição do enredo de 1984 da Mangueira)                                              | Arroz, Comprido, Hélio Turco, Jajá e Jurandir | Max Lopes e Carlos de Andrade | [ 1 ]               |
| 2008                | Sem competição      | "Verde que te quero rosa... Semente viva do samba" (Reedição do enredo de 1983 da Mangueira)                      | Flavinho Machado, Geraldo Neves e Heraldo Faria | Max Lopes                     | [ 1 ]               |
| 2009                | Sem competição      | "Brazil com Z é pra cabra da Peste. Brasil com S é a Nação do Nordeste" (Reedição do enredo de 2002 da Mangueira) | Amendoim e Lequinho | Lipi Rocha                    | [ 1 ]               |
| 2010                | Sem competição      | "Caymmi mostra ao mundo o que a Bahia e a Mangueira têm" (Reedição do enredo de 1986 da Mangueira)                | Ivo Meirelles, Lula e Paulinho | Jorge Caribé                  | [ 1 ]               |
| 2011                | 14º lugar           | "Atrás da verde e rosa só não vai quem já morreu" (Reedição do enredo de 1994 da Mangueira)                       | Carlos Sena, David Corrêa, Fernando de Lima e Paulinho de Carvalho | Bruno de Oliveira             | [ 1 ] [ 5 ]         |
| 2012                | Sem competição      | "Chico Buarque da Mangueira" (Reedição do enredo de 1998 da Mangueira)                                            | Carlinhos das Camisas, Nelson Csipai, Nelson Dalla Rosa e Villa Boas | Comissão de Carnaval          | [ 1 ] [ 6 ]         |
| 2013                | Sem competição      | "Mangueira é música do Brasil" (Reedição do enredo de 2010 da Mangueira)                                          | Machado, Paulinho Bandolim, Renan Brandão e Rodrigo Carioca | Comissão de Carnaval          | [ 1 ]               |
| 2014                | Sem competição      | "Um conto potiguar: Natal na Copa do Mundo"                                                                       | Lucas Donato, Renan Oliveira, Gabriel Sorriso, Rafael Santos, Rodrigo Moreira e Leandro Canavarro                                                                        | Levy Cintra                   | [ 2 ] [ 11 ]        |
| 2015                | Sem competição      | "E o meu Brasil tem Chica Chica Boom"                                                                             | Dowglas Diniz, Alan Luiz, Helton Dias e Marquinhos Papão | Clébson Prates                | [ 14 ]              |
| 2016                | Sem competição      | "Era uma vez... A Mangueira do Amanhã vai contar para você"                                                       | Franco Cava, Rute Labre, Régis Santos, Thayan Mina, Flávio Sant'anna e Cláudio Souza Jr.                                                                                 | Clebson Prates                | [ 8 ] [ 9 ] [ 12 ]  |
| 2017                | Sem competição      | "A Bahia de ioiô e de iaiá e Carlinhos Brown"                                                                     | Dowglas Diniz, Alan Luiz, Helton Dias e Marquinhos Papão | Bruno Faria                   | [ 13 ]              |
| 2018                | Sem competição      | "Campina Grande é festa, é tradição"                                                                              | Dowglas Diniz, Alan Luiz, Helton Dias e Marquinhos Papão | Bruno Faria                   | [ 15 ]              |
| 2019                | Sem competição      | "Vamos brincar os 90 anos de Carnaval"                                                                            | Dowglas Diniz, Alan Luiz, Helton Dias e Marquinhos Papão | Bruno Faria                   | [ 16 ]              |
| 2020                | Sem competição      | "Amazonas, o ouro verde do Brasil"                                                                                | Dowglas Diniz, Alan Luiz, Helton Dias e Marquinhos Papão | Bruno Faria                   | [ 17 ]              |